# Rodhocetus
Rodhocetus je bio jedan od izumrlih rodova kitova koji su posjedovali osobine kopnenih sisavaca, time pokazujući evolutivni prijelaz s kopna u more.

## Opis
Rodhocetus (iz srednjeg eocena) dobio je naziv prema jednoj strani Rhodoa, golog dijela antiklinorija Zinda Pir na istočnoj strani planinskog lanca Sulejman u Pakistanu. Prva otkrivena vrsta (Rodhocetus kasrani) imala je osobine kao što su velika zdjelica spojena s kralješcima, stražnje noge, te zubi različitih oblika. U pronađene dijelove nedavno otkrivene vrste (Rodhocetus balochistanensis) spadaju kosti članka, čime je dodatno ojačana već dobro utvrđena veza između parnoprstaša i kitova, a oslabljena je veza s mezonihidima.
Smatra se da vrsta Rodhocetus balochistanensis  pokazuje izravnu evolutivnu vezu s parnoprstašima (kao što su nilski konj, koji se smatra najbližim srodnikom kitova). Struktura kostiju članka vrste R. balochistanensis' pokazuje da je trochlea bila dvostruko namotana. Ta se osobina može vidjeti samo još kod parnoprstaša, dok je sisavci iz ostalih redova imaju jednostruko namotane. To potvrđuje istraživanja genetske srodnosti kitova i drugih životinja.Iz tog razloga su stare hipoteze da su kitovi potomci mezonihida, temeljene na fosilnim ostacima i anatomskim sličnostima zuba i lubanja tih dviju skupina, uglavnom odbačene.
Kosti uha kod roda Rodhocetus već su bile vrlo slične onima kod kitova, iako je njegov način plivanja bio bitno drukčiji. Rodhocetus je očito bio više prilagođen životu u vodi od ranijih rodova (npr. Ambulocetusa) i imao je velika stopala na stražnjim nogama kojima se kretao kroz vodu. Imao je i snažan rep kojim se vjerojatno služio kao kormilom.
Philip Gingerich je 2003. metodom glavnih komponenti pokazao da su proporcije njegovih udova bile sličnije istima kod sibirske vodenkrtice.

## Fosili
Philip Gingerich je 2001. pronašao prve fosile vrste R. kasrani u pokrajini Balučistan (Pakistan). Sa starošću od oko 47 milijuna godina, oni spadaju među nedavno otkrivene fosile, (u koje spadaju i fosili pakicetida) koji osvjetlili na nekada nejasno evolutivno porijeklo kitova.

## Galerija
- Zdjelica, kralješci i stražnji udovi
- Lubanja roda Rodhocetus, Sveučilište Michigan i Muzej prirodne povijesti